# Andrena texana
Andrena texana är en biart som beskrevs av Cresson 1872. Andrena texana ingår i släktet sandbin, och familjen grävbin. Inga underarter finns listade i Catalogue of Life.